# Dymasius gilvago
Dymasius gilvago là một loài bọ cánh cứng trong họ Cerambycidae.